# Studs Terkel
Louis „Studs“ Terkel (16. května 1912 New York – 31. října 2008 Chicago) byl americký historik a spisovatel. Narodil se do židovské rodiny s ruskými předky v New Yorku a ve svých osmi letech se s rodinou přestěhoval do Chicaga. Zde také docházel na Chicagskou univerzitu. Se svou ženou Idou, se kterou se oženil roku 1939 a žil s ní až do její smrti v roce 1999, měl jednoho syna. Přestože studoval právo, nikdy v tomto oboru nepracoval. Později pracoval v rozhlase. Za svou knihu The Good War z roku 1985 získal Pulitzerovu cenu. Zemřel v roce 2008 ve věku 96 let.

## Výběr z díla
- Giants of Jazz (1957). ISBN 1-56584-769-5
- Division Street: America (1967) ISBN 0-394-42267-8
- Hard Times: An Oral History of the Great Depression (1970) ISBN 0-394-42774-2
- Working: People Talk About What They Do All Day and How They Feel About What They Do (1974). ISBN 0394478843
- Talking to Myself: A Memoir of My Times (1977) ISBN 0-394-41102-1
- American Dreams: Lost and Found (1983)
- The Good War (1984) ISBN 0-394-53103-5
- Chicago (1986) ISBN 5-551-54568-7
- The Great Divide: Second Thoughts on the American Dream (1988) ISBN 0-394-57053-7
- Race: What Blacks and Whites Think and Feel About the American Obsession (1992). ISBN 978-1-56584-000-3
- Coming of Age: The Story of Our Century by Those Who’ve Lived It (1995) ISBN 1-56584-284-7
- My American Century (1997) ISBN 1-59558-177-4
- The Spectator: Talk About Movies and Plays With Those Who Make Them (1999) ISBN 1-56584-633-8
- Will the Circle Be Unbroken: Reflections on Death, Rebirth and Hunger for a Faith (2001) ISBN 0-641-75937-1
- Hope Dies Last: Keeping the Faith in Difficult Times (2003) ISBN 1-56584-837-3
- And They All Sang: Adventures of an Eclectic Disc Jockey (2005) ISBN 1-59558-003-4
- Touch and Go (2007) ISBN 1-59558-043-3
- P.S. Further Thoughts From a Lifetime of Listening (2008) ISBN 1-59558-423-4